# Chống phát xít

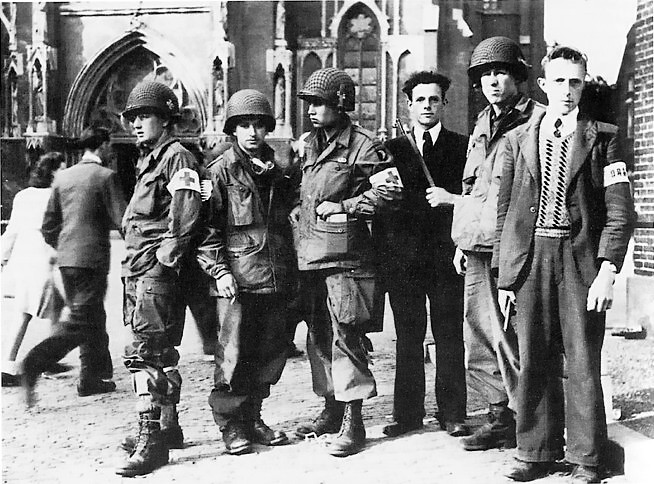
Các thành viên kháng chiến Hà Lan với Sư đoàn Dù 101 của Hoa Kỳ tại Eindhoven, tháng 9 năm 1944

Chống phát xít là sự đối lập với các hệ tư tưởng, nhóm và các cá nhân theo chủ nghĩa phát xít. Phong trào chống phát xít bắt đầu ở một vài nước châu Âu vào những năm 1920, và cuối cùng lan sang các nước khác trên thế giới. Đó là thời điểm quan trọng nhất trong thời gian ngắn trước và trong Thế chiến II, nơi các cường quốc phe phát xít bị nhiều quốc gia thành lập phe Đồng minh trong Thế chiến II và hàng chục phong trào kháng chiến trên toàn thế giới. Chống chủ nghĩa phát xít là một yếu tố của các phong trào nắm giữ nhiều vị trí chính trị khác nhau, bao gồm quan điểm Dân chủ xã hội, Chủ nghĩa dân tộc, Chủ nghĩa tự do, Chủ nghĩa bảo thủ, Chủ nghĩa Cộng sản, Chủ nghĩa Marx, đoàn viên công đoàn, vô chính phủ, Chủ nghĩa xã hội, Chủ nghĩa hòa bình và Chủ nghĩa trung dung.

### Ý: chống chủ nghĩa phát xít và Mussolini

Cờ của Arditi del Popolo, một nhóm chống phát xít được thành lập năm 1921

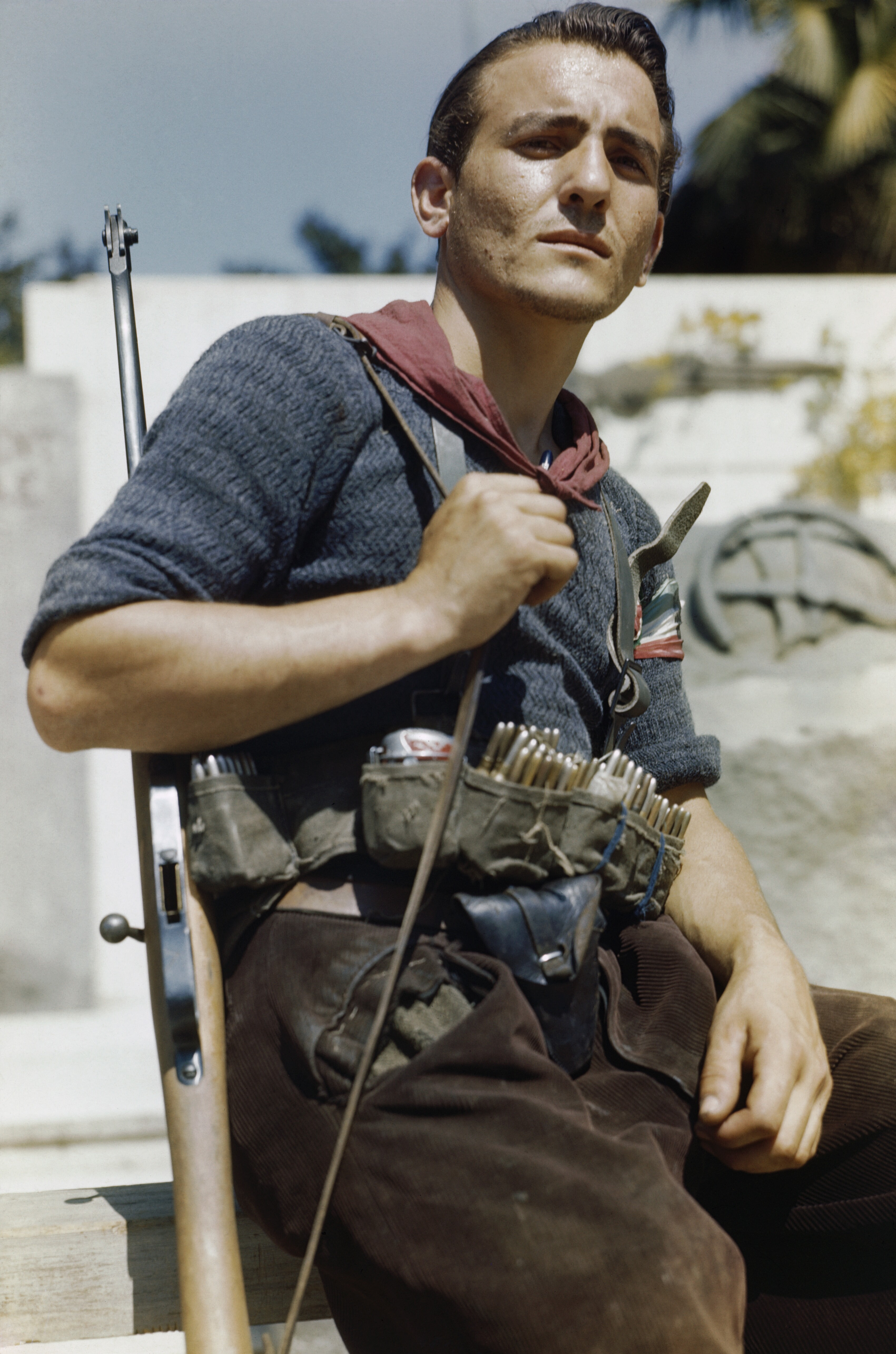
Một du kích người Ý ở Florence, 14 tháng 8 năm 1944.

### Đức: chống lại NSDAP và chủ nghĩa Hitler

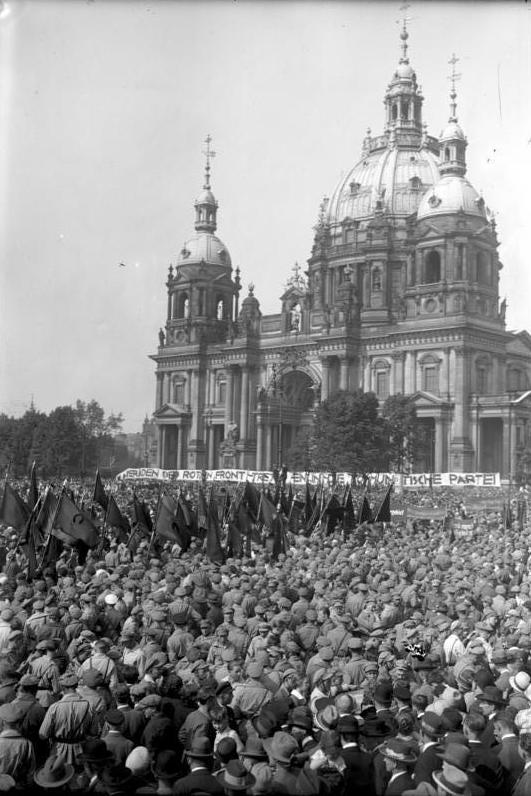
Cuộc biểu tình năm 1928 Roter Frontkämpferbund ở Berlin. Được tổ chức bởi Đảng Cộng sản Đức, RFB có hơn 100.000 thành viên tham gia

### Tây Ban Nha: Nội chiến Tây Ban Nha với những người theo chủ nghĩa dân tộc

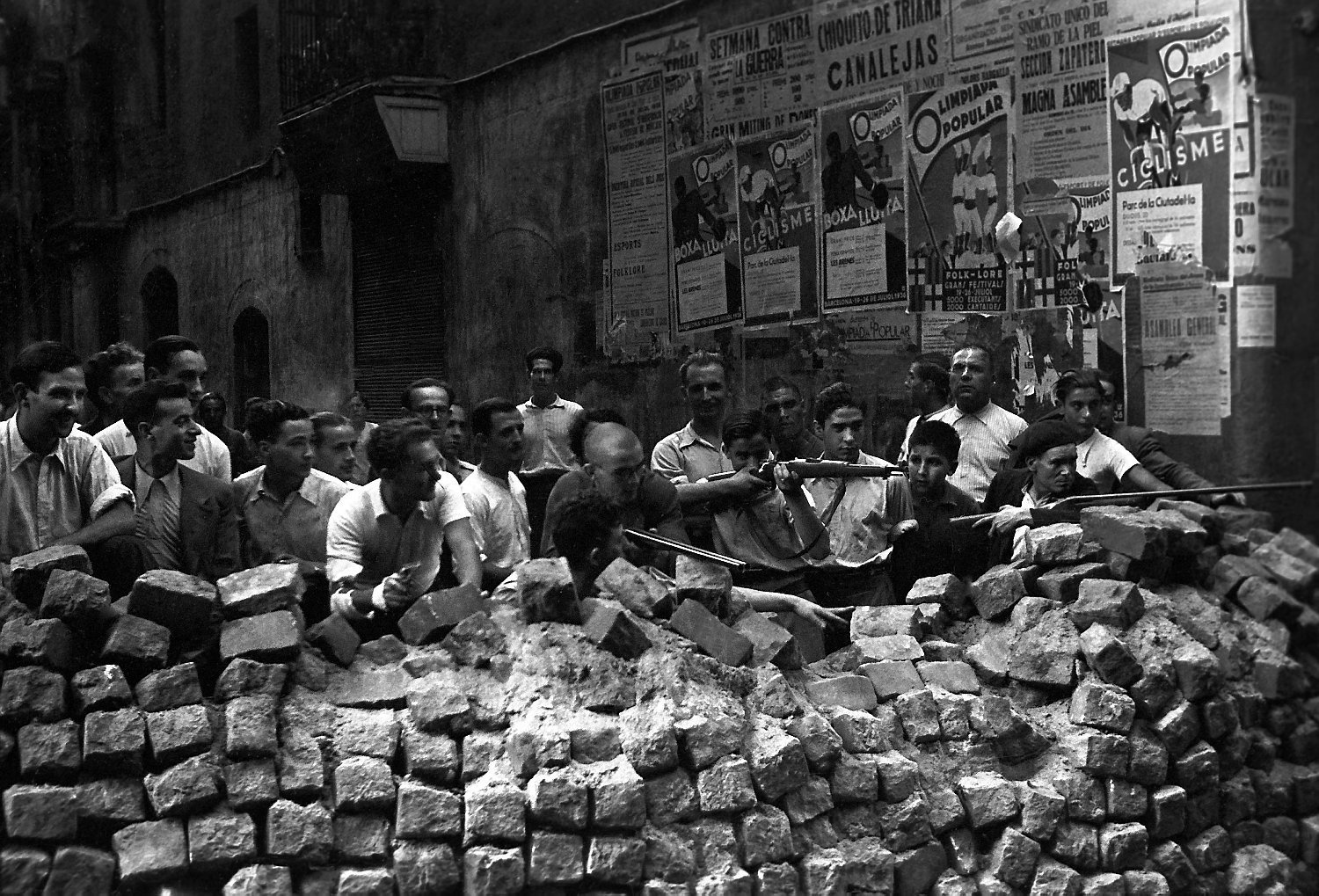
Người vô chính phủ ở Barcelona, Tây Ban Nha. Cuộc nội chiến đã diễn ra giữa các vùng lãnh thổ vô chính phủ, những vùng đất không quốc tịch đạt được sự tự quản của công nhân và các khu vực tư bản của Tây Ban Nha do phe quốc gia độc đoán kiểm soát

### Pháp: chống lại Action Française và Vichy

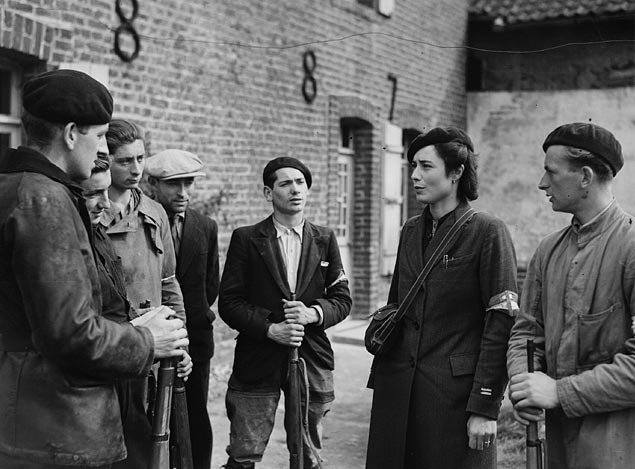
Thành viên Maquis năm 1944

### Hoa Kỳ, trong Thế chiến II

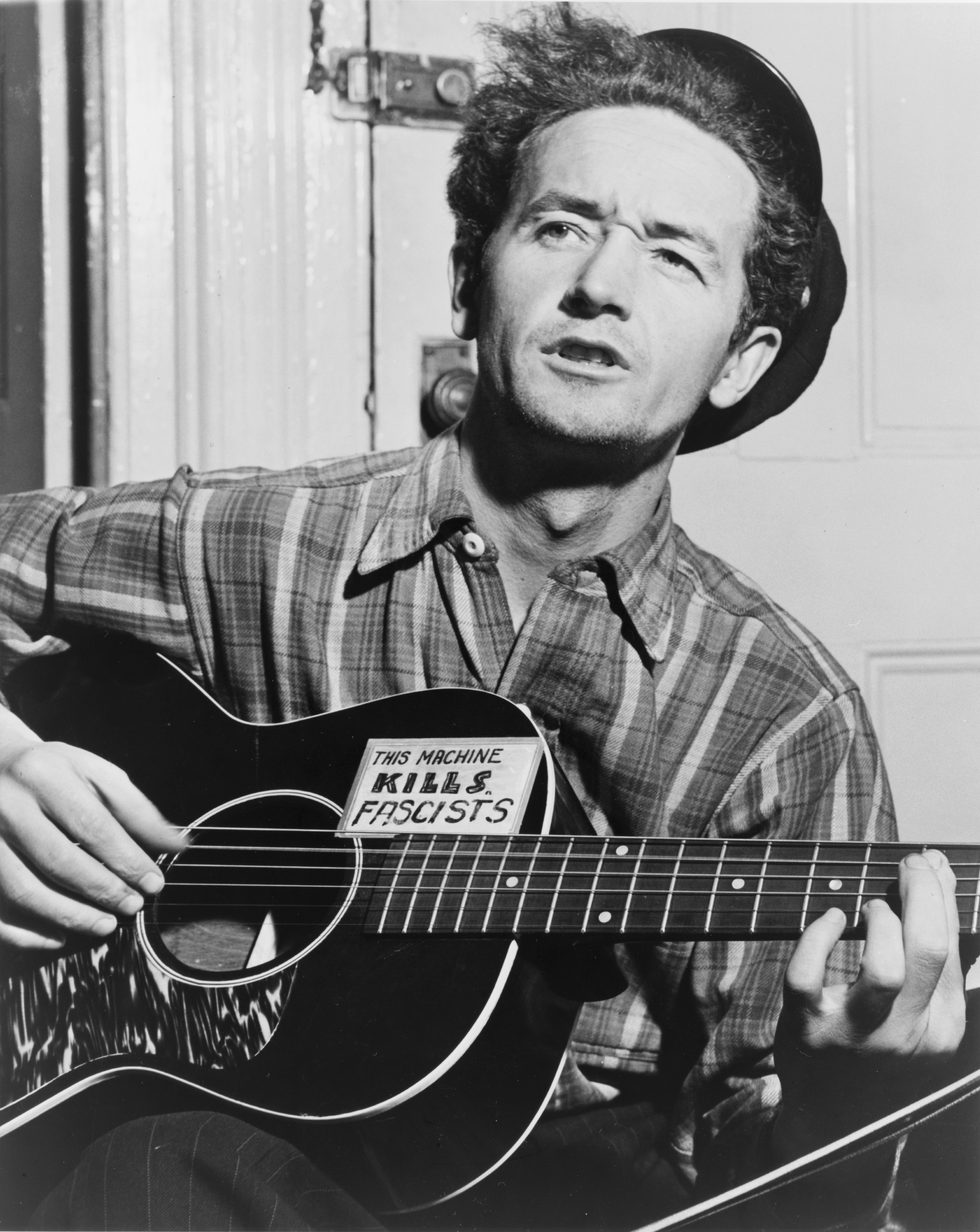
Nhạc sĩ người Mỹ và người chống phát xít Woody Guthrie và cây guitar của ông có dán nhãn " Cỗ máy này giết chết phát xít "

### Sau Thế chiến II

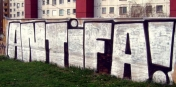
Graffiti chống phát xít ở Trnava, Slovakia

### Nội chiến Syria

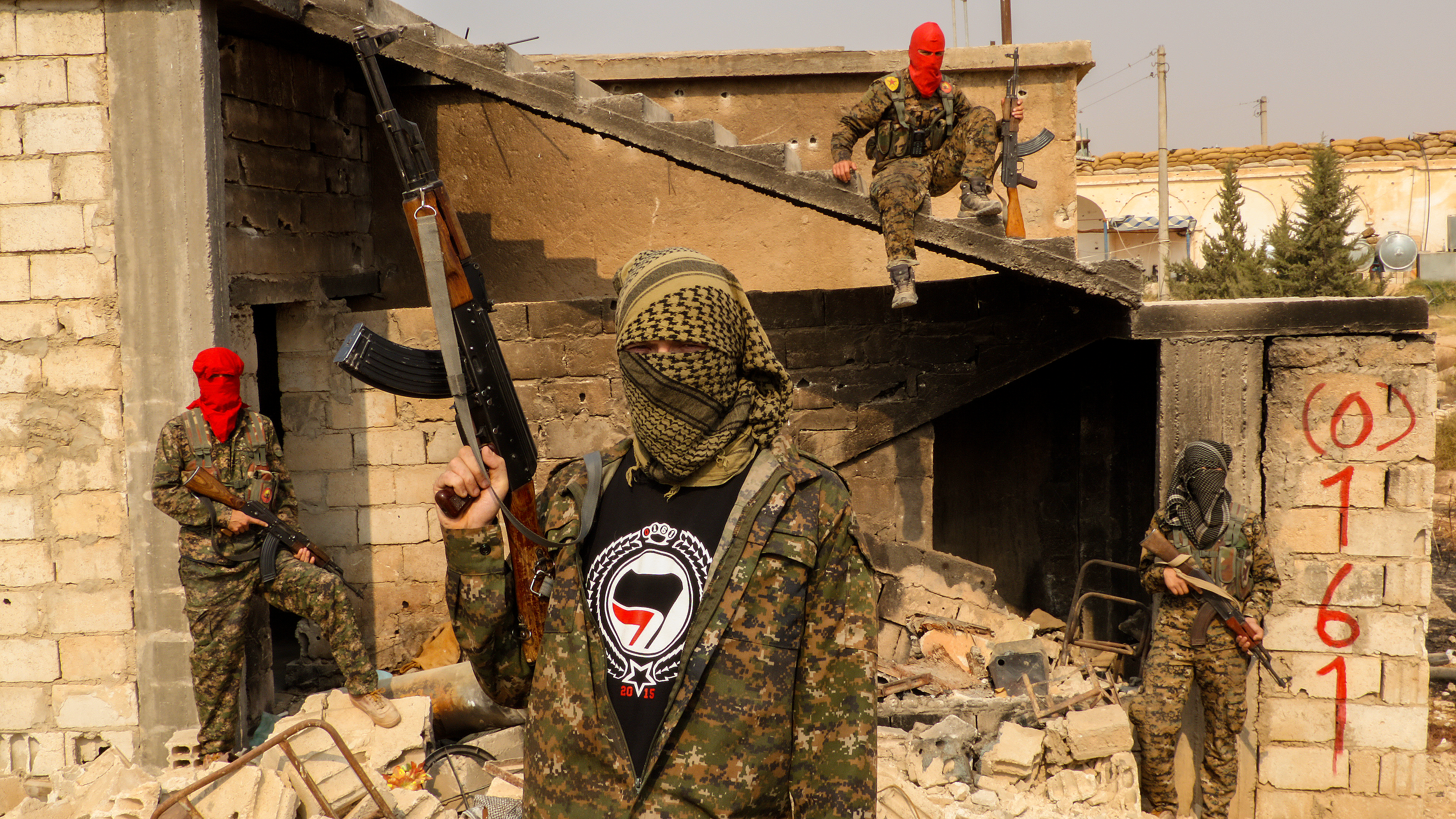
Các chiến binh Anh của Tiểu đoàn Tự do Quốc tế 0161 Antifa Manchester crew ở Rojava